# NGC 1384
NGC 1384 é uma galáxia localizada na direcção da constelação de Taurus. Possui uma declinação de +15° 49' 10" e uma ascensão recta de 3 horas, 39 minutos e 13,5 segundos.
A galáxia NGC 1384 foi descoberta em 20 de Outubro de 1864 por Albert Marth.